# PPS-43
PPS-43 je bila sovjetska brzostrelka iz časa 2. svetovne vojne, ki je bila zasnovana leta 1942 kot ceneno orožje za voznike vojaških vozil in podporno osebje. Kot ostale sovjetske brzostrelke, je tudi PPS-43 izdelana v kalibru 7,62×25 Tokarev in so jo poleg Sovjetske zveze kasneje uporabljale tudi druge države Varšavskega pakta in tudi nekatere druge države.
Brzostrelka je nastala v želji dobiti orožje, primerljivo s PPŠ-41, vendar z nižjo hitrostjo streljanja in nižjo ceno. Pri tej brzostrelki je velika večina delov izdelanih iz stisnjene pločevine, kar je prepolovilo čas izdelave in porabo materiala v primerjavi s PPŠ-41. 

## Zasnova
Brzostrelka deluje na principu prostega zaklepa, strelja pa iz odprtega zaklepa. Podobno, kot pri PPŠ-41 je zaklep nameščen na vodilo s povratno vzmetjo, pri čemer konec vodila zaklepa služi tudi kot izmetač praznih tulcev.
Prožilni mehanizem je poenostavljen in omogoča samo rafalno streljanje. Dodan je tudi varnostni vzvod, ki blokira gibanje zaklepa in sprožilca.
Brzostrelka uporablja ukrivljene nabojnike s kapaciteto 35 nabojev. Nabojnik je dvoredni, zato pri PPS-43 ni možno uporabiti nabojnikov od PPŠ-41, pri katerih se na vrhu naboji razvrstijo v eno vrsto. Nabojnik PPS-43 je zaradi primerljivih dimenzij primeren tudi za uporabo nabojev 9x19 Parabellum, zato se orožje da predelati za uporabo tega naboja zgolj z menjavo cevi.
PPS-43 tudi nima več lesenega kopita, kot ga ima PPŠ-41, namesto tega sta uporabljena zložljivo kopito in pištolski ročaj.